# 미소라 이나호
미소라 이나호(일본어: 未空イナホ, 한국명: 주미래, 성우: 유키 아오이/김보영)는 요괴워치3, 코믹스판 8권, 애니메이션 77화(한국판은 74화)부터 등장하는 새로운 등장 인물.

## 성우
| 국가 | 이름          | 성우        |
| ---- | ------------- | ----------- |
| 일본 | 미소라 이나호 | 유키 아오이 |
| 한국 | 주미래        | 김보영      |

## 기본 사항
- 혈액형은 AB형이다.
- 4차원적 성격이 있다.
- 미스터리나 미확인 생명체에 관심이 많다.
- 공상과학소설을 좋아한다.
- 오타쿠의 취향이 있다.
- 동생으로 리쿠(한국명은 주현재)가 있다.

## 참고 자료
- “妖怪ウォッチ｜キャラクター” (일본어). 2021년 9월 3일에 확인함.